# Bassus cinctus
Bassus cinctus är en stekelart som först beskrevs av Cresson 1873.  Bassus cinctus ingår i släktet Bassus och familjen bracksteklar. Inga underarter finns listade.